# 廣榮堂

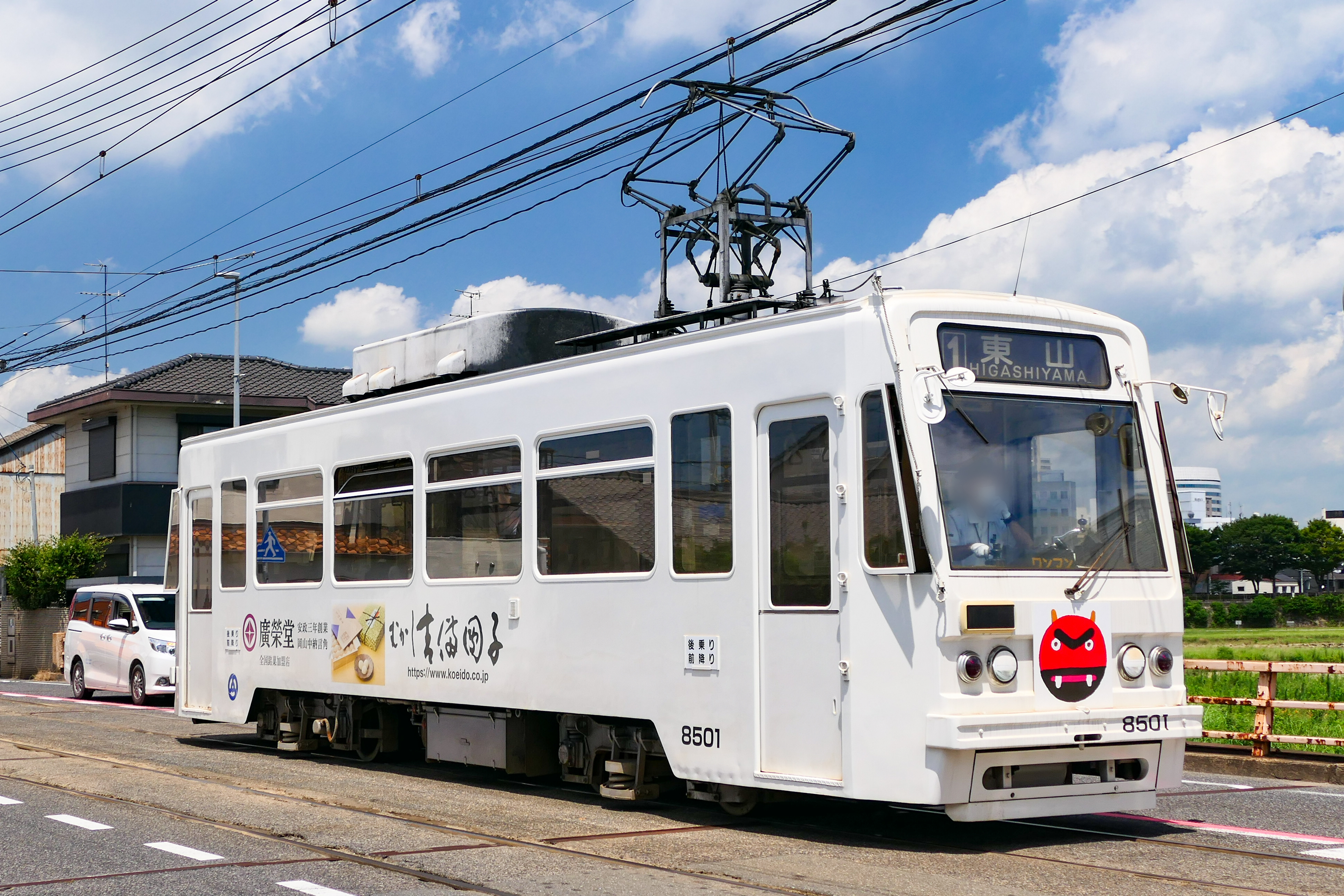
廣榮堂の広告が車体に描かれた岡山電気軌道の路面電車

廣榮堂（こうえいどう）は岡山県岡山市中区藤原に本社を置く和菓子の製造販売を行う企業である。岡山名物きびだんごの老舗として知られる。同じくきびだんごの製造販売を行う廣榮堂武田はルーツを同じくするものの異なる会社である。

## 概要
岡山土産として有名な五味太郎のイラストを使用したパッケージのきびだんごや、昔ながらの製法で作った「むかし吉備団子」といったきびだんごを中心とした和菓子の製造、販売を行う。

## 歴史
安政3年（1856年）、それまで広瀬屋という瀬戸物屋を営んでいた武田浅次郎が岡山市中納言町で廣榮堂を創業したことに始まる。それ以前よりきびだんご自体は岡山に存在したが、安政2年（1855年）ごろに広瀬屋の隠居、武田半蔵ほか2名が集まり、求肥製のきびだんごを自分たちのための茶菓子として考案したものが始まりであると伝わっている。なお、看板などに用いられているくぎ抜き紋は岡山藩に献上した際に池田慶政から使用の許可を得たものである。
明治に入り、鉄道が開通すると廣榮堂は串刺しになっていたきびだんごを箱詰めにするなどの工夫をして岡山駅などで販売を行った。1886年（明治19年）明治天皇の岡山行幸の際に献上したことや、日清戦争の頃には初代浅次郎自ら桃太郎伝説に因み桃太郎に扮して（鬼に扮したという資料もある）「鬼ヶ島から凱旋された桃太郎の皆さんの国の土産は岡山駅に売っている吉備団子」として立ち売りを行ったことで全国的に知られることとなる。しかし、本業の和菓子製造は太平洋戦争の食糧管理令で原料が手に入らなくなったことで出来なくなり、軍の携行食として採用されていた求肥の製造を行うことで細々と営業した。戦後は持ち込みの原料を加工する形で和菓子製造を再開するが、このころは名物のきびだんごも本物の材料が手に入らなかったため製造しておらず、当時は苦しい暮らしであったという。
1962年（昭和37年）に4代目の武田修一が住友信託銀行を退社し、社長に就任したころは廣榮堂は老舗ではあるものの中納言の本店と岡山駅の鉄道弘済会売店での販売のみ、従業員10人という小規模な商売であった。しかし拡大の方針をとった修一の代では1966年（昭和41年）に岡山市藤原に工場を設立してオートメーション化を図り、1971年（昭和46年）3月には株式会社廣榮堂を設立した。また、高松農協と提携し、「むかし吉備団子」に使用する有機農法（のちに無農薬）もち米の特別栽培を委託するなど、原材料の無農薬栽培化にも取り組んでいる。1993年（平成5年）には絵本作家の五味太郎のイラストを使用した現在のものにパッケージデザインを一新したことで前年比400％の売り上げを達成した。増加した需要に応えるため藤原の工場を段階的に建て替え、2000年（平成12年）に現在の本社工場が完成している。このころ関連会社の再編成を行い、現在の廣榮堂と廣榮製菓の二社体制となった。
2014年（平成26年）12月には同社のきびだんごが和菓子（団子類）で初となるハラル認証を取得している。

## 店舗
- 中納言本店 - 2019年12月にリニューアルしている[23]。
- 藤原店 - 東粟倉村（現在の美作市）の古民家を移築復元している[24]。
- さんすて岡山店[25]
- 岡山高島屋店[26]
- 倉敷店[27]
- 倉敷雄鶏店[28]
- 天満屋岡山店[29]